# Francesco Maria Pignatelli
Francesco Maria Pignatelli (Rosarno, 19 de fevereiro de 1744 - Roma, 14 de agosto de 1815) foi um cardeal do século XVIII e XIX

## Nascimento
Nasceu em Rosarno em 19 de fevereiro de 1744, Rosarno, uma cidade na disputa de sua família na Calábria. De uma das principais famílias da aristocracia napolitana. Segundo dos nove filhos de Fabrizio III Pignatelli, 8º príncipe de Noia, e Costanza de' Medici di Ottajano. Os outros irmãos eram Ettore, Diego, Margherita e cinco freiras. A família deu à Igreja o Papa Inocêncio XII; e Cardeais Francesco Pignatelli, sênior , Theat. (1703); Domenico Pignatelli de Belmonte, C.R. (1802); e Ferdinando Maria Pignatelli, C.R. (1839).

## Educação
Recebeu sua educação inicial de preceptores dominicanos e capuchinhos; foi para Roma em 1758 e continuou sua formação no Somaschan Collegio Clementino ; obteve o doutorado em direito na Universidade La Sapienza , em Roma, em 21 de outubro de 1765.

## Início da vida
Entrou na prelatura romana como protonotário apostólico e mais tarde, em 28 de novembro de 1765, tornou-se referendário dos Tribunais da Assinatura Apostólica de Justiça e da Graça. Vice-legado em Ferrara, 19 de janeiro de 1767 até 30 de junho de 1772. Relator da Sagrada Consulta , janeiro de 1772. Mestre da Câmara Papal, 14 de fevereiro de 1785; ocupou o cargo até sua promoção ao cardinalato. Arcediago de Gerona, março de 1786. Como mestre da câmara papal, foi a Viterbo encontrar-se com o rei Fernando IV e a rainha Maria Carolina de Nápoles, que visitavam os Estados papais.

## Ordens sagradas
(Nenhuma informação encontrada).

## Cardinalado
Criado cardeal sacerdote no consistório de 21 de fevereiro de 1794; recebeu o chapéu vermelho em 27 de fevereiro de 1794; e o título de S. Maria del Popolo, 12 de setembro de 1794. Atribuído à SS. CC. de Imunidade Eclesiástica, Ritos, Consulta Sagrada e Visita Apostólica. Visitante apostólica do Archhospital S. Giovanni, chamado Sancta Sanctorum . Protetor da Congregação dos Nobres sob o título da Natividade de Maria, Narni; da Confraria de S. Giovanni Decollato, Orte; da Confraria de Ssmo Sacramento e Nome di Dio em Ss. Celso e Giuliano, Banchi; da Confraria de Ssmo Sacramentoem S. Niccolò em Carcere; da Cidade de Orte; do Tolentino; do Monte Brandone, na Marca; da Venerável Confraria de S. Niccola em Monte Brandone; e da Confraria de Sagre Stimata di S. Francesco , Macerata. Legado em Ferrara, 1º de junho de 1795; quando as tropas francesas ocuparam Ferrara sem lutar, ele foi encarcerado por um breve período como prisioneiro de guerra; libertado, foi para Roma e depois para Nápoles; reclamado por Napoleão Bonaparte como prisioneiro sob liberdade condicional e ordenado a ir para Milão; O Papa Pio VI pediu-lhe que se rendesse; a assinatura do Tratado de Tolentino o isentou. Participou do conclave de 1799-1800, celebrada em Veneza, que elegeu o Papa Pio VII; após o conclave, ele voltou para Roma, que foi ocupada por tropas napolitanas. Optou pelo título de S. Maria in Trastevere, em 2 de abril de 1800. Nomeada protetora da Ordem de Santo Agostinho antes de 2 de agosto de 1800. Prefeita da SC da Disciplina dos Regulares antes de 10 de outubro de 1801. Visitadora apostólica da Hospital Ssmo Salvatore ; Visitador apostólico e protetor do Collegio Capranica , Roma; da igreja e hospital de S. Maria di Loreto de' Fornari; e da Convertita do mosteiro de S. Maria Egiziacade Viterbo. Quando foi à França para coroar o imperador Napoleão I Bonaparte, o papa Pio VII entregou ao cardeal Pignatelli o documento de renúncia ao pontificado caso fosse retido pelos franceses à força. Preso em Roma pelos franceses em 10 de dezembro de 1809 e exilado na França após a detenção do Papa Pio VII; ele foi um dos treze "cardeais negros" que se recusaram a comparecer ao casamento do imperador Napoleão I e da arquiduquesa Maria Luísa da Áustria em 12 de abril de 1810; por ordem do imperador, foi rebaixado a Rethel com o cardeal Alessandro Mattei; ele foi chamado de volta após a assinatura da Concordata de Fontainebleau pelo papa em 25 de janeiro de 1813. Retornou ao lado do papa após a denúncia da concordata em 24 de março de 1813; devido ao seu estado de saúde, ele permaneceu em Paris quando outros cardeais foram exilados em 27 de janeiro de 1814; uma ordem do governo provisório o libertou em 2 de abril de 1814. Retornou a Roma e morreu no ano seguinte.

## Morte
Morreu em Roma em 14 de agosto de 1815, em seu palácio de S. Lorenzo ai Monti. Exposto na igreja de S. Maria em Vallicella, Roma, onde se realizou o funeral na presença do Papa Pio VII e do Sagrado Colégio dos Cardeais; a missa solene foi cantada pelo cardeal Pierfrancesco Galleffi, camerlengo do Sacro Colégio dos Cardeais; o falecido cardeal foi enterrado com seu título, S. Maria in Trastevere.